# Tanycoryphus saharensis
Tanycoryphus saharensis är en stekelart som beskrevs av Karl-Johan Hedqvist 1967. Tanycoryphus saharensis ingår i släktet Tanycoryphus och familjen bredlårsteklar.
Artens utbredningsområde är Algeriet. Inga underarter finns listade i Catalogue of Life.